# 鈴木桂一郎
鈴木 桂一郎（すずき けいいちろう、1951年7月31日 - ）は、NHKの元アナウンサーで、現在はフリーアナウンサー。学習院大学ウエイトトレーニング部総監督。

## 人物・挿話
東京都立八潮高等学校を経て学習院大学を卒業後、1975年入局。2016年に退職し、フリーアナウンサーになるとともに、母校の学習院大学ウエイトトレーニング部総監督に就任。
趣味は俳句、茶道、歌舞伎、オートバイ、ボディビルなど。
2018年5月6日「東京オープンボディビル選手権大会」のマスターズ60歳以上級に出場し、8人中4位で入賞。念願だったというボディービルの大会に初挑戦し、見事に結果を残した。

## 現在の出演番組
- らじるラボ(終了)　リポーター(2022年9月迄)
- NHKラジオニュース（日曜夜から月曜朝の関東甲信越のニュース・気象情報、月曜午前2時・午前3時・午前4時のニュース、金曜日午後の関東甲信越・午後2時の全国のニュース担当）不定期で不在あり(ボディビル大会など)不在時は、誰かと交代または、代理アナウンサーが行う。

## 過去の出演番組
高松局時代
- FMリクエストアワー（1977年4月〜1978年7月）

東京アナウンス室時代（1度目）
- NHKニュース

松山局時代
- 俳句王国（司会）

東京アナウンス室時代（2度目）
- CATVネットワーク〜すばらしき私の街（司会）
- 住まい自分流 〜DIY入門〜（2008年4月〜2009年3月）
- NHK BSニュース（2時〜6時担当、不定期）
- 首都圏ネットワーク （木曜⇒水曜/文化流行最前線・リポーター、不定期）
- ゆうどきネットワーク （ニャンカメが行く!・リポーター、不定期）
- ここはふるさと 旅するラジオ（2006年度～、司会、不定期）

前橋局時代
- こんにちはいっと6けん
- トワイライト群馬（編集責任者）
- たすきでつなげ群馬の力

東京アナウンス室時代（3度目）
- ワールドスポーツMLB（2013年4月 - 2015年3月 、隔週）
- 首都圏ネットワーク　ニュースリーダー、リポーター
  - ニュースリーダーを担当する日は首都圏の定時ニュースも担当する（11:24～11:30 ひるまえ ほっと内の関東地方ローカル、12:15～12:20 関東地方ローカル、15:07～15:10 関東甲信越ローカル）
  - ラジオニュース（日曜夜の関東・甲信越のニュース・気象情報、月曜午前3・4時のニュース、不定期でシニアアナウンサー不在時の代役）

定年後、嘱託職時代
- NHK BSニュース（0時〜4時担当、不定期）
- NHKけさのニュース
  - 平日担当の小見誠広が、NHKきょうのニュースの代理担当として不在だった為、鈴木が代役を務めた（2018年1月17日）。それ以前にも土日祝担当の伊藤博英就任前の土曜キャスターも不定期で担当。